# Famille Zay
La famille Zay de Csömör (en hongrois : csömöri Zay család, [ˈzɒ.i]) est une famille aristocratique hongroise.

## Origines
La famille est issue de Ruzboid de genere Lója (1196-1235).

## Membres notables
- baron Ferenc Zay (hu) (1498–1570), diplomate, főispán de Heves et Külső-Szolnok, gouverneur de Haute-Hongrie, historien.
- baronne Anna Zay (hu) (+1733), femme de lettres hongroise, membre notable de la poésie baroque hongroise. Épouse de Ádám Vay de Vaja (hu), kuruc, chef de la Cour de François II Rákóczi et főispán.
- baron András Zay (hu) (1685-1734), colonel Kuruc.
- comte Károly Zay (hu) (1797–1871), politicien, chambellan KuK, surintendant général de l'Église luthérienne.
- comte Albert Zay (hu) (1825-1904), capitaine de hussards KuK, membre du Parlement et de la chambre des magnats, chevalier de l'Ordre militaire de Saint-Henri.
- comte Miklós Zay (hu) (1864-1939), membre de la chambre des magnats.

## Galerie

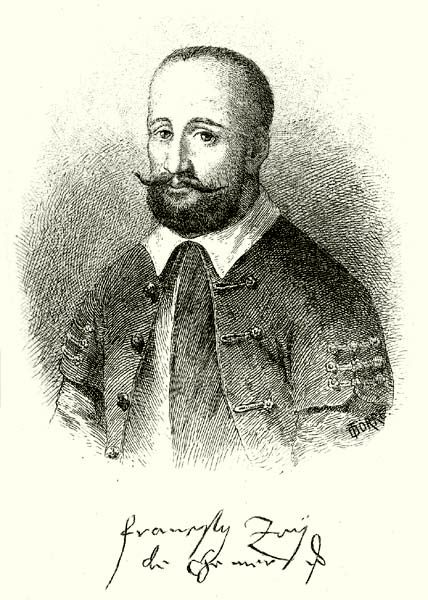
Ferenc Zay (1498–1570)
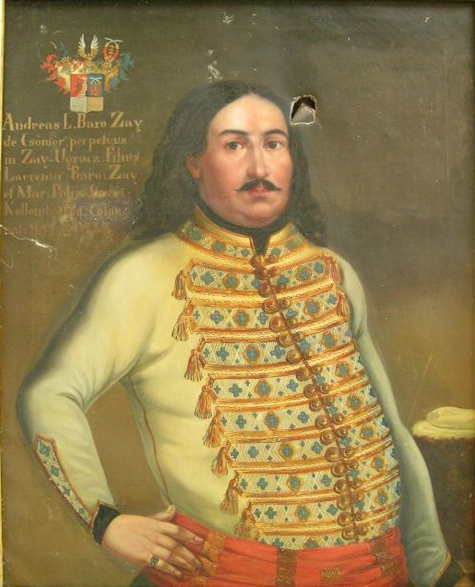
colonel András Zay (1685-1734)
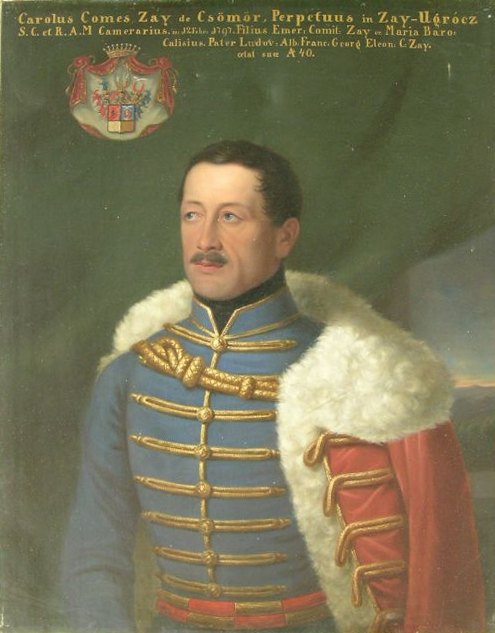
Károly Zay (1797–1871)

## Sources, liens externes
- Iván Nagy: Magyarország családai, Vol XI-XII., Pest, 1857-1868
- Révai nagy lexikona (Volume XIX, VÁR–ZSŰRI)
- Béla Kempelen: Magyar nemes családok (Volume XI)
- Généalogie sur genealogy.euweb